# Selene (mitologia)

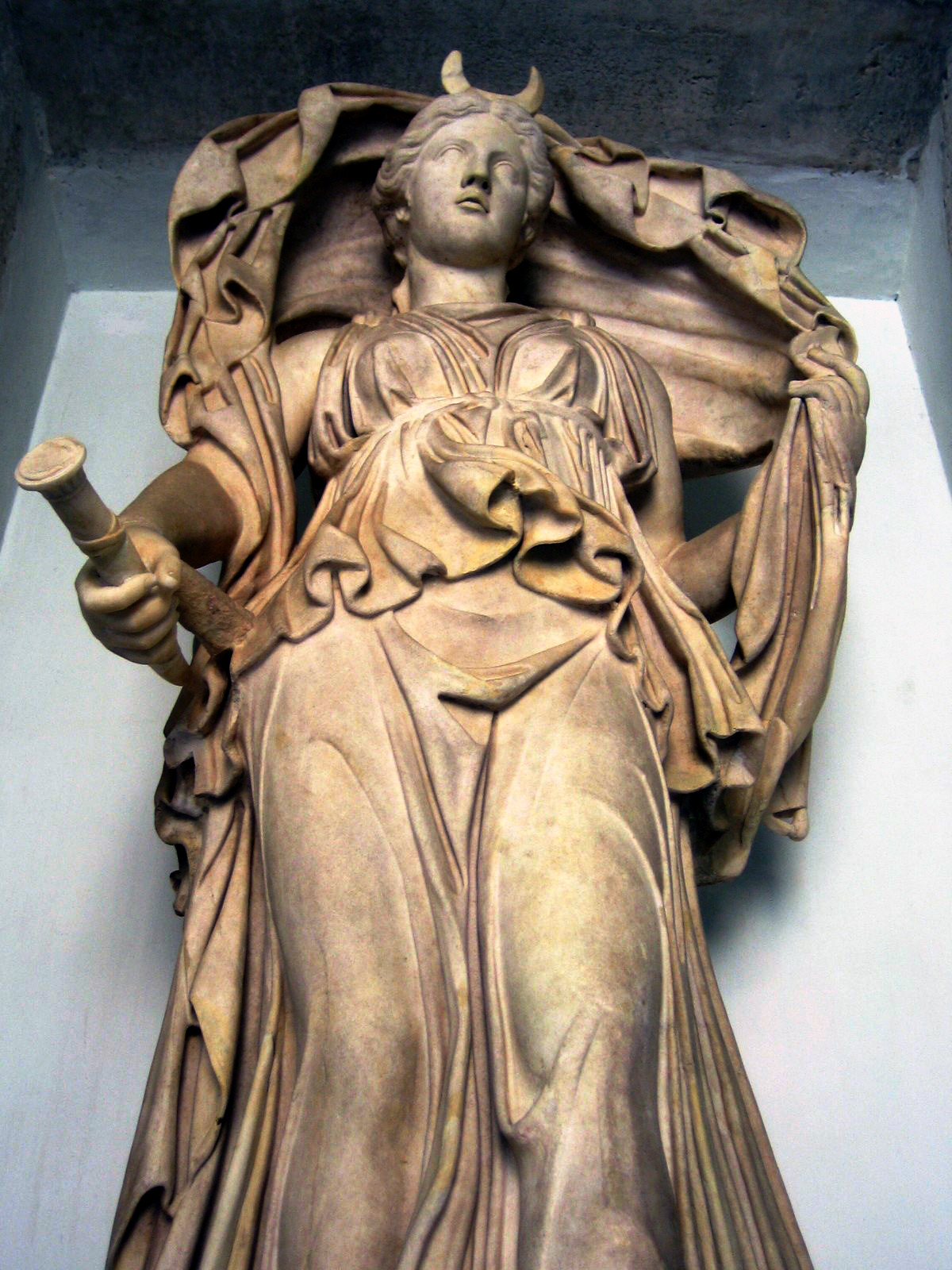
Bogini Księżyca (w himationie, z półksiężycem i pochodnią), marmurowa kopia rzymska według greckiego oryginału z III wieku p.n.e., Muzea Watykańskie

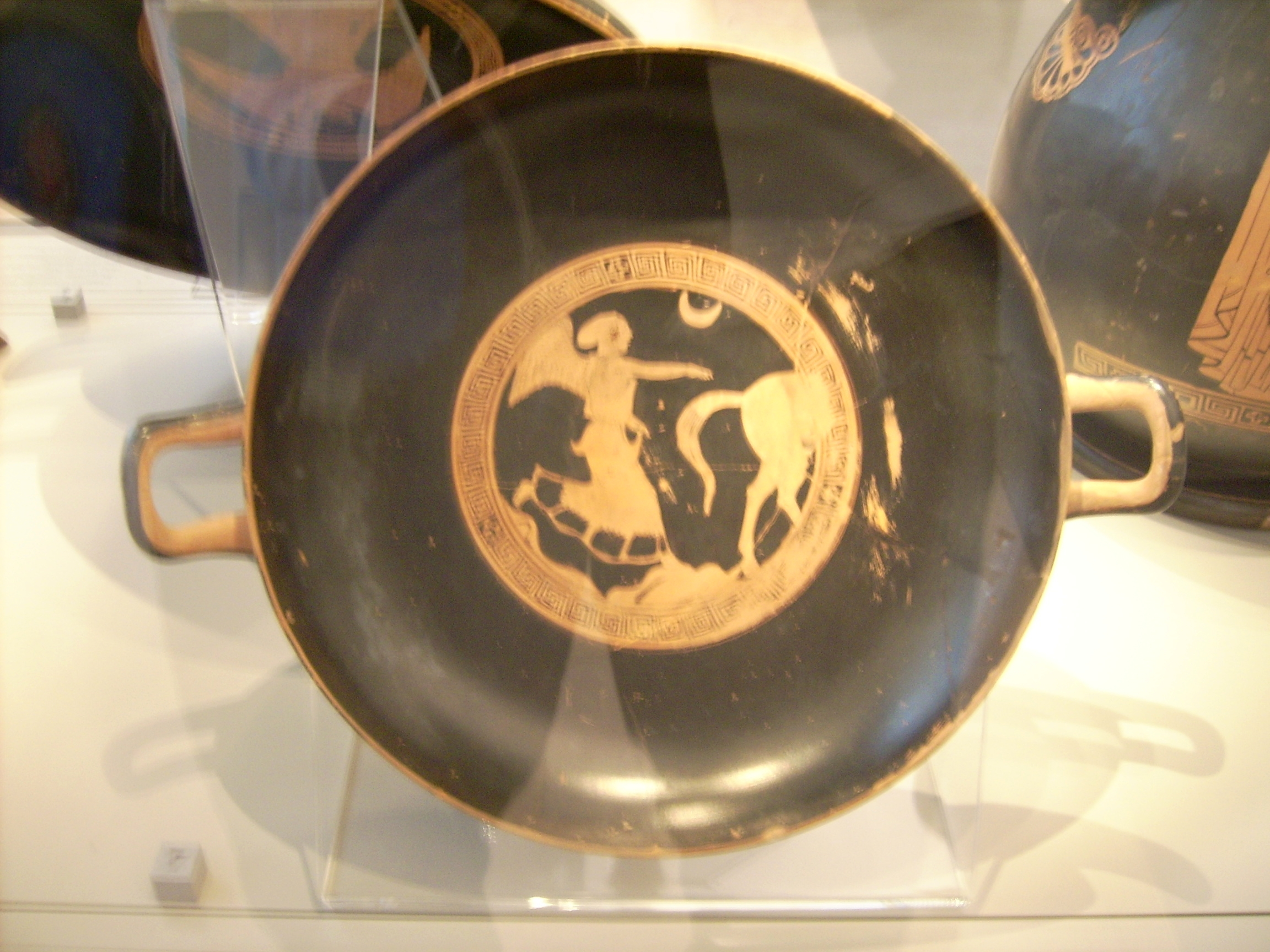
Bogini Księżyca Selene, malowidło na attyckim kyliksie czerwonofigurowym, V wiek p.n.e., Stare Muzeum, Berlin

Selene (także Księżyc; stgr. Σελήνη Selḗnē ‘Księżyc’, łac. Luna ‘Księżyc’) – w mitologii greckiej bogini i uosobienie Księżyca; jedna z tytanid; utożsamiana z rzymską Luną.
Należała do drugiego pokolenia tytanów. Była bóstwem związanym z kultem Księżyca. Według wierzeń starożytnych Greków przemierzała nocne niebo na srebrnym rydwanie, zaprzężonym w parę białych koni (lub mułów albo krów), który najbardziej jaśniał w czasie księżycowej pełni. Swą wędrówkę rozpoczynała (wynurzała się z fal Okeanosa) na Wschodzie i kończyła (zanurzała się w falach Okeanosa) po drugiej stronie widnokręgu, na Zachodzie. Przypisywano jej wpływ na praktyki magiczne i stan zdrowia.

Selene ma skrzydła przestronne, a blask, który rozsiewa po niebie, rodzi się z jej głowy nieśmiertelnej i ogarnia całą ziemię. Poświatą swoją ozdabia wszystkie rzeczy, a jej złota korona rozświetla ciemne powietrze. W połowie miesiąca boska Selene kąpie się w Oceanie i ubrana w szaty świetliste, zaprzęga jasne rumaki do wozu, z którego lecą dalekie promienie. Wtedy moc jej największa, a jej światło staje się wróżbą dla ludzi.

Uchodziła za córkę tytana Hyperiona i tytanidy Tei oraz za siostrę Heliosa i Eos, przypuszczalnie także Tytana.
Z Zeusem, swoim kochankiem, miała dwie córki Pandię (Pandeję) i Herse (Rosę). O jej względy zabiegał również bóg Pan. Jedna z wersji mitu podaje, iż jego starania były daremne, zaś według drugiej wersji została jego kochanką i otrzymała od niego w darze stado białych wołów.
Powszechnie uważano Artemidę (w późniejszym czasie także Hekate) za boginię Księżyca (lub księżycowej poświaty), stąd kult Selene należał do rzadkości. Boską cześć oddawano Selene głównie na Peloponezie.
Selene jest postacią, która w mitach pojawia się sporadycznie. Najbardziej znany mit opowiada o miłości bogini do Endymiona (pięknego i młodego pasterza, królewicza elijskiego), którego odwiedzała w grocie na wzgórzu Latmos.
W sztuce przedstawiana jest zwykle jako urodziwa „białolica” kobieta z wielkimi skrzydłami u ramion, w świetlistym peplosie i himationie, z pochodnią w ręce, z półksiężycem, w diademie.
Wyobrażenie o bogini przejawia się w greckim malarstwie wazowym i rzeźbie (wschodni przyczółek Partenonu, reliefy na rzymskich sarkofagach), w malarstwie olejnym, w poezji i prozie.
Imieniem bogini została nazwana jedna z planetoid – (580) Selene. Od Selene pochodzą nazwy pojęć związanych z Księżycem, takie jak: selenodezja, selenofizyka, selenografia, selenologia, selenonautyka, Selenita oraz selenit (gr. selēnítēs ‘księżycowy’) – minerał, którego połysk przypomina księżycową poświatę, a także pierwiastek selen.